# Province de Vĩnh Long
Vĩnh Long est une province du sud du Viêt Nam située dans le delta du Mékong. Sa capitale est Vĩnh Long.

## Subdivisions
Vĩnh Long est formé d'une municipalité de Binh Minh, d'une ville Vĩnh Long et de sept districts:
1. Bình Minh
2. Bình Tân
3. Long Hồ
4. Mang Thít
5. Tam Bình
6. Trà Ôn
7. Vũng Liêm

## Sources
1. ↑  Area, population and population density in 2012 by province, General Statistics Office Of Vietnam (lire en ligne)